# Hledá se žena
Hledá se žena je v pořadí druhé studiové album české popové hudební skupiny Mandrage. Vyšlo roku 2009 v nakladatelství Universal Music Group. Pojmenováno bylo podle stejnojmenného pilotního singlu „Hledá se žena“, který na přelomu let 2009 a 2010 obsadil celkem na 10 týdnů (s přerušením) čelo české hitparády IFPI.

## Seznam skladeb
1. Mozek
2. Místo tmy je venku šero
3. Hledá se žena
4. Už mě víckrát neuvidíš
5. Nežijem na poušti
6. Andělem
7. Bezejmenný dav
8. Jsem tu sám
9. Píseň z Marsu
10. Potichu
11. Mozek - Radiomix